# Garrulax rufogularis
Garrulax rufogularis е вид птица от семейство Leiothrichidae.

## Разпространение
Видът е разпространен в Бангладеш, Бутан, Виетнам, Индия, Китай, Мианмар, Непал и Пакистан.